# Козачий (Оренбурзький район)
Коза́чий (рос. Казачий) — хутір у складі Оренбурзького району Оренбурзької області, Росія.

## Населення
Населення — 68 осіб (2010).